# 蒲塘桥
31°33′40″N 118°59′24″E / 31.561085°N 118.990012°E
蒲塘桥位于中国江苏省南京市溧水区洪蓝镇蒲塘村，是一座东西向横跨蒲塘河（又名老新河）的明代古桥。蒲塘桥建成于明代正德七年（1512年），为九孔不等跨石拱桥，全长91.3米，宽5.7米，是溧水区现存最大的古桥。1992年被列为南京市文物保护单位，2012年被列为第七批全国重点文物保护单位。

## 形制
蒲塘桥为九孔不等跨连续坦拱桥，全长91.3米，净宽5.7米。中孔最大，跨径10.6米，两侧各孔逐渐收小。拱石采用当地的火山凝灰岩，用无铰横联的方法砌置。八个桥墩均有分水尖。桥面两边石栏杆等距竖立72根石柱，每根石柱顶端雕刻小石狮一座，形态各异。

## 历史
古代溧水至宣城的驿路在蒲塘河上原有古桥蒲塘桥，南宋末年古桥废毁后改设蒲塘渡。现存的蒲塘桥重建于明代正德年间，当地富户赵琪兄弟独自捐银三千两，募工于正德三年（1508年）春二月开始建桥，正德七年（1512年）冬十月建成，沿用蒲塘桥原名。据记载，施工时：“先以桩木绝河而下之，次以石固其两崖。河之中垒石为趾，分九瓮，水去无滞，上以版石通墁，两旁栏干石壁立。”正德十年（1515年）九月，县令陈宪为嘉奖赵氏兄弟的义举，改桥名为“尚义桥”，并作《尚义桥记》，后仍名蒲塘桥。清代乾隆年间，萧必禧、赵时仲等重修。
民国时，20世纪30年代修建公路，将蒲塘桥作为公路桥。抗日战争初期，中国军队撤退时用炸药在桥面上炸出一个大坑。1946年和1955年，蒲塘桥曾两次维修。至20世纪末，由于重型车辆经常过桥，超过了该桥的荷载能力，桥的侧墙局部脱落，拱圈横拉条石多处断裂，部分拱圈和桥墩向外侧倾斜，桥面漏水严重。在蒲塘桥西侧另建新桥后，蒲塘桥改为步行桥。2009年12月至2010年7月对蒲塘桥进行了加固和维修。去除桥面的钢筋混凝土面层，桥面地基用三合土加固，并铺上土工布防水。桥面石全部起出，用原产地相同材质的石材替换已经断裂的桥面石，重新铺装，恢复了原来的石质桥面。桥侧的墙石、拱券、分水尖根据损坏情况进行加固或更换，清除桥身上灌木、植物。在清理桥身时发现石刻龙首一只，将其恢复到原来位置，并补配了另外三只龙首。